# Alcoutim
Alcoutim és un municipi portuguès, situat al districte de Faro, a la regió d'Algarve i a la subregió de l'Algarve. L'any 2006 tenia 3.272 habitants. Limita a nord amb Mértola, a l'est amb El Granado, Sanlúcar de Guadiana i San Silvestre de Guzmán, al sud-est amb Castro Marim, al sud-oest ambTavira i a l'oest amb Loulé i Almodôvar.

## Població
| Població del concelho d'Alcoutim (1801 – 2004) | Població del concelho d'Alcoutim (1801 – 2004) | Població del concelho d'Alcoutim (1801 – 2004) | Població del concelho d'Alcoutim (1801 – 2004) | Població del concelho d'Alcoutim (1801 – 2004) | Població del concelho d'Alcoutim (1801 – 2004) | Població del concelho d'Alcoutim (1801 – 2004) | Població del concelho d'Alcoutim (1801 – 2004) | Població del concelho d'Alcoutim (1801 – 2004) |
| ---------------------------------------------- | ---------------------------------------------- | ---------------------------------------------- | ---------------------------------------------- | ---------------------------------------------- | ---------------------------------------------- | ---------------------------------------------- | ---------------------------------------------- | ---------------------------------------------- |
| 1801                                           | 1849                                           | 1900                                           | 1930                                           | 1960                                           | 1981                                           | 1991                                           | 2001                                           | 2004                                           |
| 7.014                                          | 7.045                                          | 9.306                                          | 9.124                                          | 9.288                                          | 5.262                                          | 4.571                                          | 3.770                                          | 3.411                                          |

## Freguesies
- Alcoutim
- Giões
- Martim Longo
- Pereiro
- Vaqueiros

## Galeria

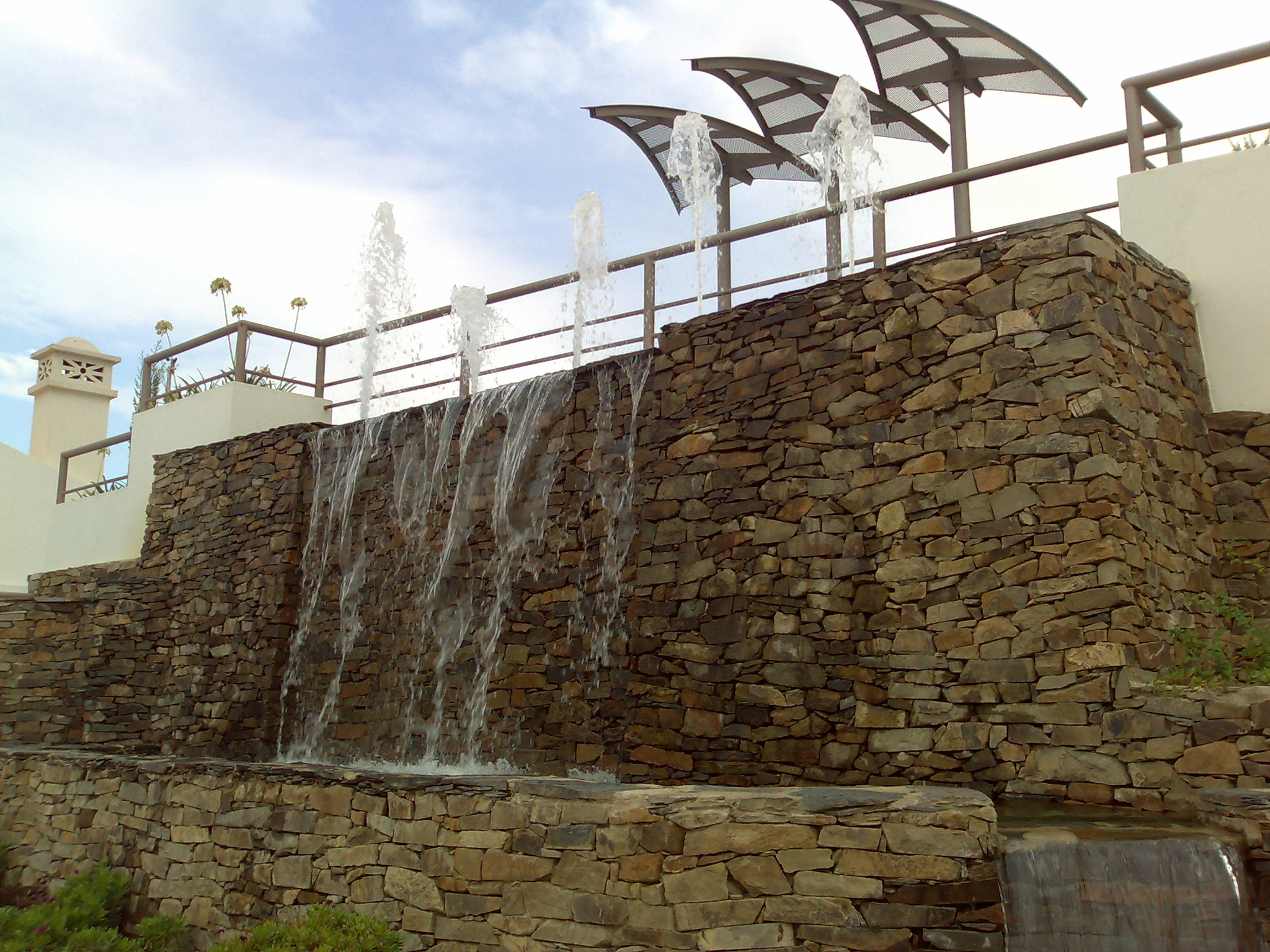
Font
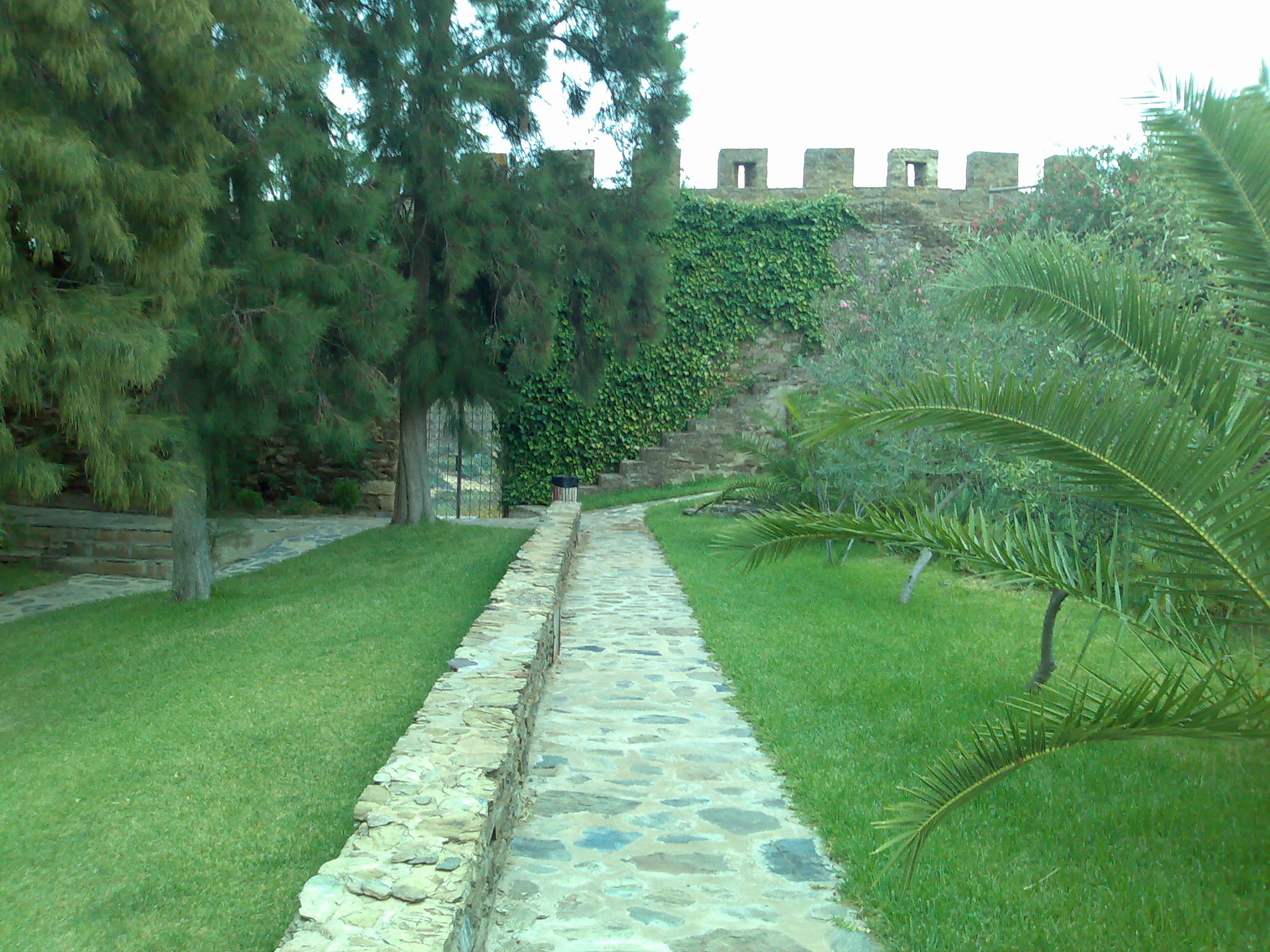
Vista interior del castell